# 脑部移植
脑部移植，或称作全身体移植，是指将一个生命体的脑部移植到另一个生命体的外科手术。这不同于头部移植，头部移植的对象是整个头部，而脑部移植仅是脑部。从理论上讲，一个器官严重衰竭的人，可以移植一个全新的“身体”以延续生命个体与记忆，而且不需要考慮免疫排斥問題。
脑部移植现存的主要技术难点是，疤痕組織無法良好地傳遞神經訊號。
而大部分的細胞受創後都會形成疤痕組織，包含神經細胞在內。
故此，如何在切下如脊髓之後的神經組織後再與新的身體完美接上，便成為一大技術難點。